# Rudolf Habsburg-Lotaryński
Rudolf Habsburg-Lotaryński (niem. Rudolf Franz Karl Joseph von Österreich-Ungarn, ur. 21 sierpnia 1858 w Laxenburgu, zm. 30 stycznia 1889 w Mayerling) – syn i następca cesarza Austrii Franciszka Józefa i cesarzowej Elżbiety. Arcyksiążę austriacki.

## Dzieciństwo i młodość

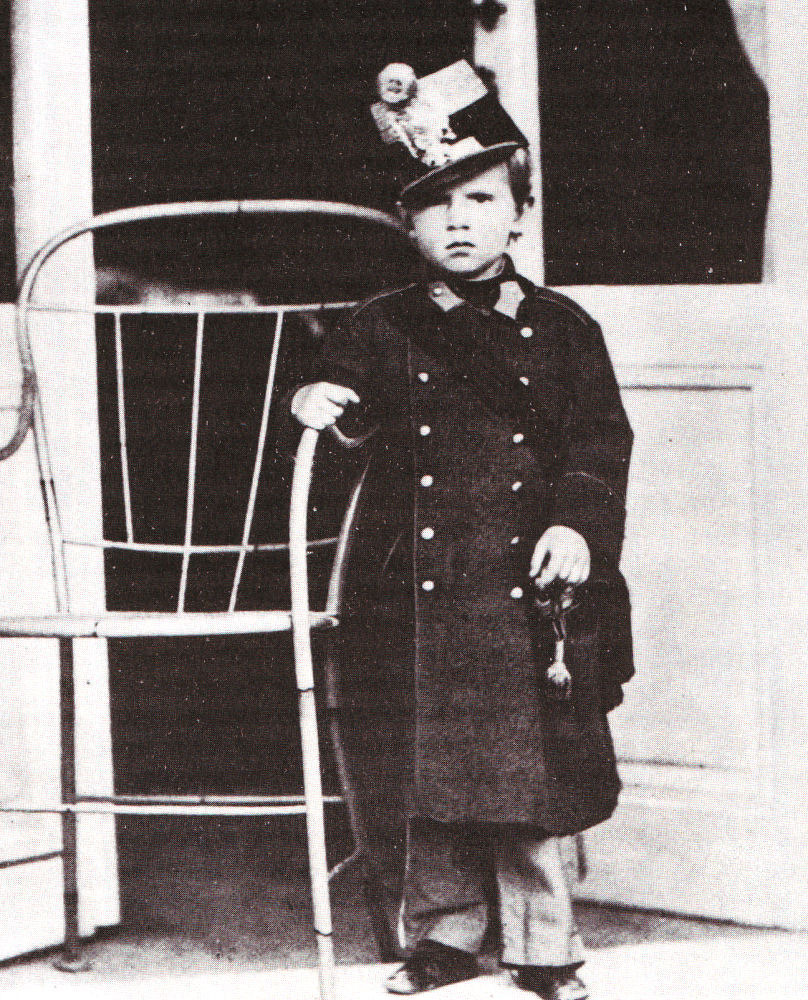
Młody arcyksiążę Rudolf

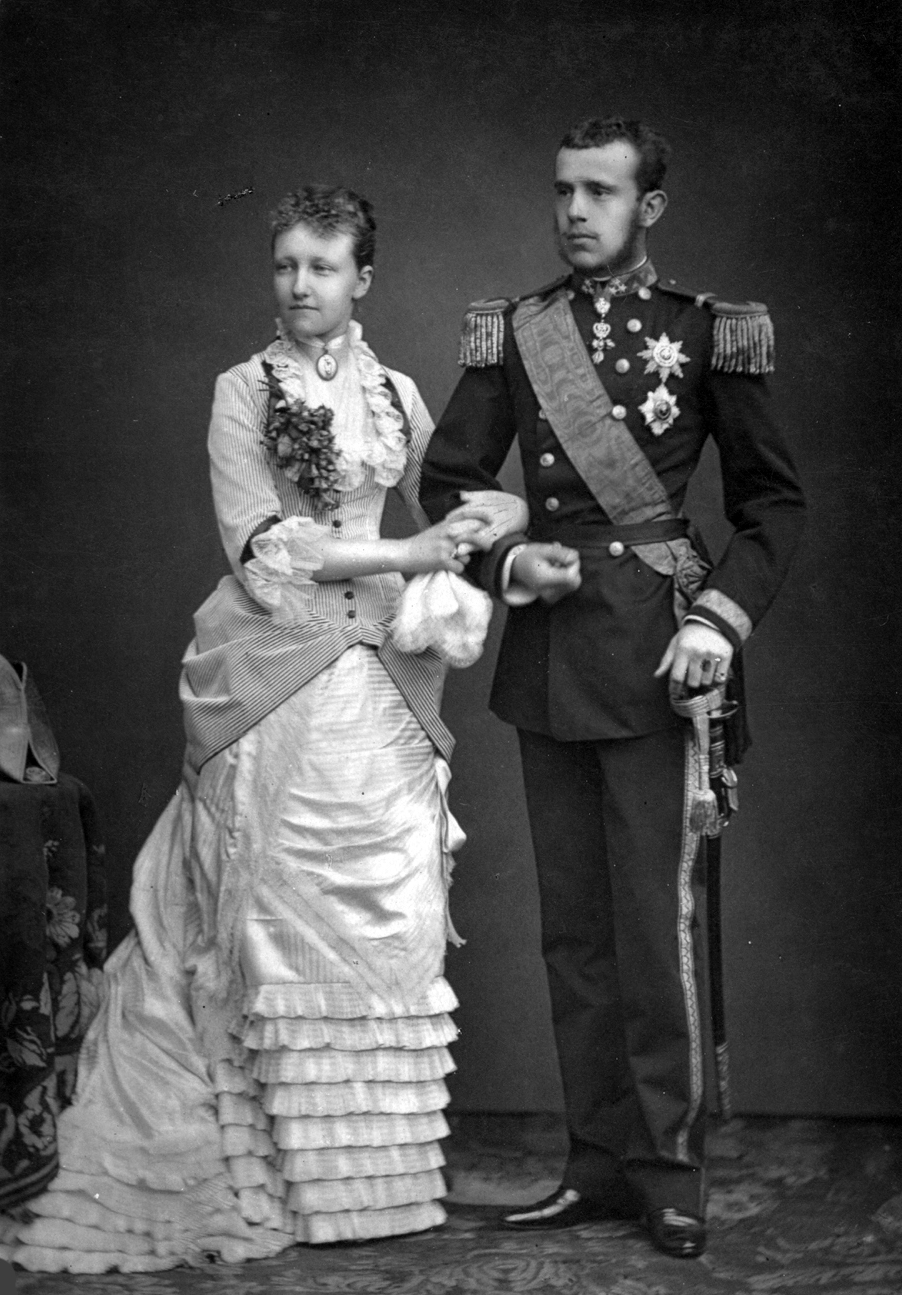
Arcyksiążę Rudolf i arcyksiężna Stefania

Rudolf urodził się 21 sierpnia 1858 roku, jako pierwszy syn i trzecie dziecko cesarskiej pary. W najwcześniejszych dniach swego życia, zgodnie z ówczesnym zwyczajem, został zabrany od matki i przekazany w opiekę arcyksiężnej Zofii, matce ojca. Następca tronu nie widywał swych rodziców zbyt często. Cesarzowa, która spędzała czas na podróżach i pielęgnowaniu urody, nie czuła się związana ze swoimi dziećmi. Cesarz zaś, człowiek twardo stąpający po ziemi i bez reszty oddany obowiązkom, przedkładał surowość nad ojcowskie uczucia. W szóstym roku życia Rudolf został wychowankiem hrabiego Gondrecourta, a w siódmym hrabiego Józefa Latura. Latur okazał się dobrym wychowawcą, który wpoił młodemu arcyksięciu wiele pozytywnych zasad.
Naukę Rudolf ukończył 24 czerwca 1877 roku. Rozpoczął służbę w armii. Został dowódcą 36 pułku piechoty. Najpierw stacjonował w Pradze, a później w Wiedniu. Funkcje jakie pełnił w obu miastach miały jedynie znaczenie reprezentacyjne. Nie był w tym czasie w dobrych stosunkach z cesarzem i wieloma dostojnikami dworskimi. Swojemu przyjacielowi Maurycemu Scheppsowi skarżył się, iż należy do najgorzej poinformowanych ludzi w Austrii.
10 maja 1881 ożenił się z belgijską księżniczką Stefanią Klotyldą, córką Leopolda II Koburga. Wesele odbyło się z wielką pompą i splendorem godnym przyszłego cesarza. Rudolf wydawał się być zakochany w swej młodziutkiej żonie, którą jego matka nazywała „tłustą słonicą”. Po narodzinach ich jedynego dziecka, arcyksiężniczki Elżbiety Marii (21 września 1883), książęca para bezpowrotnie oddaliła się od siebie (co było też spowodowane licznymi chorobami wenerycznymi Rudolfa, których nabawił się z powodu swej chronicznej niewierności).
Cierpiący na neurastenię arcyksiążę pociechy szukał w alkoholu, morfinie i kobiecym towarzystwie.

## Rudolf i polityka
W odróżnieniu od swego głęboko konserwatywnego ojca, Rudolf był zagorzałym zwolennikiem liberalizmu, co ideologicznie zbliżało go do matki. Arcyksiążę chętnie przebywał w towarzystwie liberalnych dziennikarzy wiedeńskich. Marzył o wielkiej Austrii w polityce europejskiej. Zakładał zawarcie sojuszu Austrii z Francją, Rosją i Anglią. Na łamach liberalnego dziennika pisał, że musi nastąpić przewrót socjalny, po którym nastanie nowa Europa W miarę upływu lat poglądy Rudolfa na politykę krystalizowały się w kierunku liberalnym i laickim. Jego liczne kontakty wśród środowisk i kręgów liberalnych wywoływały niezadowolenie na dworze.
Jednym z tutorów arcyksięcia był ekonomista i założyciel Austriackiej Szkoły Ekonomii – Carl Menger.

## Zainteresowania i pasje
Arcyksiążę posiadał liczne zainteresowania literackie i artystyczne. Patronował pracom nad wiekopomnym dziełem Monarchia austro-węgierska w słowie i obrazach, czyli syntezą poświęconą faunie i florze krajobrazu naddunajskiego. Był autorem licznych prac i artykułów między innymi Podróży na Wschód z 1884 roku. Miał łatwość pisania. Posługiwał się w swych tekstach jasnym, żywym i swobodnym językiem. Arcyksiążę był przychylny naukowcom. Doceniał znaczenie postępu. Rozumiał, jak ważne jest działanie na rzecz rozwoju techniki. Chętnie korzystał z nowych osiągnięć i wynalazków.

## Relacje rodzinne
Cesarz Franciszek Józef nie akceptował wielu zachowań syna. Nie tolerował jego pozamałżeńskiego związku. Ojciec i syn nie zgadzali się w wielu istotnych sprawach natury politycznej. Arcyksiążę twierdził, iż ojciec przez swą nieprzejednaną postawę nie ma ani jednego przyjaciela. Otoczony przez kastę biurokratów i urzędników miał nie wiedzieć nic o prawdziwych nastrojach i potrzebach swojego ludu. Od 1875 roku arcyksiążę utrzymywał korespondencję z królem Bawarii Ludwikiem II, w latach 1872–1888 wymienił wiele osobistych listów z arcyksięciem Franciszkiem Ferdynandem, w których Rudolf przekonywał w nich młodszego kuzyna, aby buntował się przeciwko sztucznym rygorom dworu wiedeńskiego.
Rudolf wiele cech odziedziczył po matce. Temperament i talenty, fantazję, żywiołowość charakteru, wrażliwość, dowcip oraz dar szybkiego pojmowania. Ich wzajemne stosunki były pomieszaniem miłości i goryczy. Elżbieta rzadko ingerowała w sprawy wychowawcze syna, a po urodzeniu Marii Walerii niemalże całkowicie odsunęła go od siebie. Rudolf rywalizował o względy matki, zdradzał takie same jak ona sympatie i antypatie. Naśladował ją w najdrobniejszych szczegółach. Mieli razem z cesarzową zbliżone poglądy na politykę. Tak samo źle oceniali rządy premiera Taaffego i jego polityki. Nie szczędził jednak matce także i słów krytyki. Źle oceniał np. skłonności Elżbiety do spirytyzmu.

## Śmierć

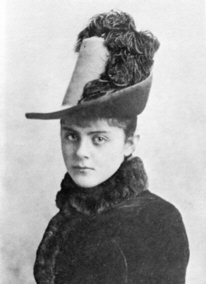
Maria Vetsera, kochanka Rudolfa

W 1887 Rudolf zakupił zameczek myśliwski w Mayerling. Jesienią następnego roku 30-letni następca tronu spotkał 17-letnią baronównę Marię Vetserę. Od samego początku tej znajomości Maria otaczała Rudolfa boską niemalże czcią i była gotowa zrobić dla niego wszystko. Nie był to z pewnością dla Rudolfa największy romans jego życia, ale darzył Marię uczuciem i był poruszony jej bezgraniczną, fanatyczną wręcz miłością do niego. Gdy następca tronu podjął decyzję o własnym samobójstwie, Maria była gotowa towarzyszyć mu w tym dramatycznym posunięciu.
Według oficjalnych komunikatów śmierć Rudolfa była skutkiem zamachu samobójczego. Obecność i śmierć Vetsery w Mayerling przemilczano.
Arcyksiążę został oficjalnie uznany za „psychicznie niestabilnego”, by jako samobójca mógł być pochowany z wszelkimi honorami. Pogrzeb odbył się w Wiedniu, a ciało Rudolfa złożono w cesarskiej krypcie kościoła Kapucynów. Zwłoki Marii zostały potajemnie wywiezione z Mayerling i złożone na cmentarzu w Heiligenkreuz.
Powszechnie znana była fascynacja Rudolfa śmiercią i jego zmęczenie dręczącymi go dolegliwościami. Na biurku zwykł trzymać ludzką czaszkę i rewolwer. W Marii znalazł wierną towarzyszkę, darzącą go wielką miłością, swej ostatniej wędrówki do Mayerling – teatru tragedii, który później z rozkazu cesarza został zaadaptowany na klasztor karmelitanek.

### Kontrowersje
Od momentu ogłoszenia raport dotyczący śmierci arcyksięcia wzbudzał liczne wątpliwości. Krótko przed swoją śmiercią w 1989, ostatnia cesarzowa Austrii Zyta Maria Parmeńska udzieliła wywiadu, w którym wyjawiła, że arcyksiążę i jego kochanka zostali zamordowani w ramach spisku mającego na celu uciszyć Rudolfa po tym, jak odmówił udziału w zorganizowanej przez francuski rząd próbie obalenia jego konserwatywnego i popierającego Niemcy ojca. Gdyby ów plan się powiódł, arcyksiążę objąłby tron jako cesarz liberalny i profrancuski. Zyta nie podała żadnych dowodów potwierdzających autentyczność tej rewelacji, toteż za życia cesarzowej nie potraktowano jej poważnie.
W grudniu 1992 szczątki Marii Vetsery zostały wykradzione z cmentarza w Heiligenkreuz. Po ich odnalezieniu policja, chcąc mieć pewność, że należały one do baronówny, zleciła w Wiedeńskim Instytucie Medycznym ich przebadanie. Jakkolwiek potwierdzono ich tożsamość, zauważono, że czaszka nie nosi śladów po kuli, która to, wystrzelona przez Rudolfa, miała być przyczyną śmierci Marii. Zasugerowano natomiast, że Vetsera prawdopodobnie została zabita przez serię silnych ciosów w głowę.

Alfred Wysocki w swojej książce wydanej w 1956 roku pisał 

O śmierci następcy tronu austriackiego mówił Pochwalski (Kazimierz – malarz, uczeń Matejki, profesor Akademii Sztuk Pięknych w Wiedniu, portrecista, twórca obrazów rodzajowych, portretował cesarza Franciszka Józefa), że najprawdopodobniej zatłukł go w nocy leśniczy w Heiligenkreuz, zastawszy go u swojej żony. Baronówna Vetsera zaś popełniła samobójstwo, kiedy przyniesiono do niej zwłoki Rudolfa. W każdym razie Zygmunt Ajdukiewicz (malarz, portrecista, 1861–1917), który malował go po śmierci, sprawdził, że następca tronu miał głowę rozbitą, a ręce połamane.

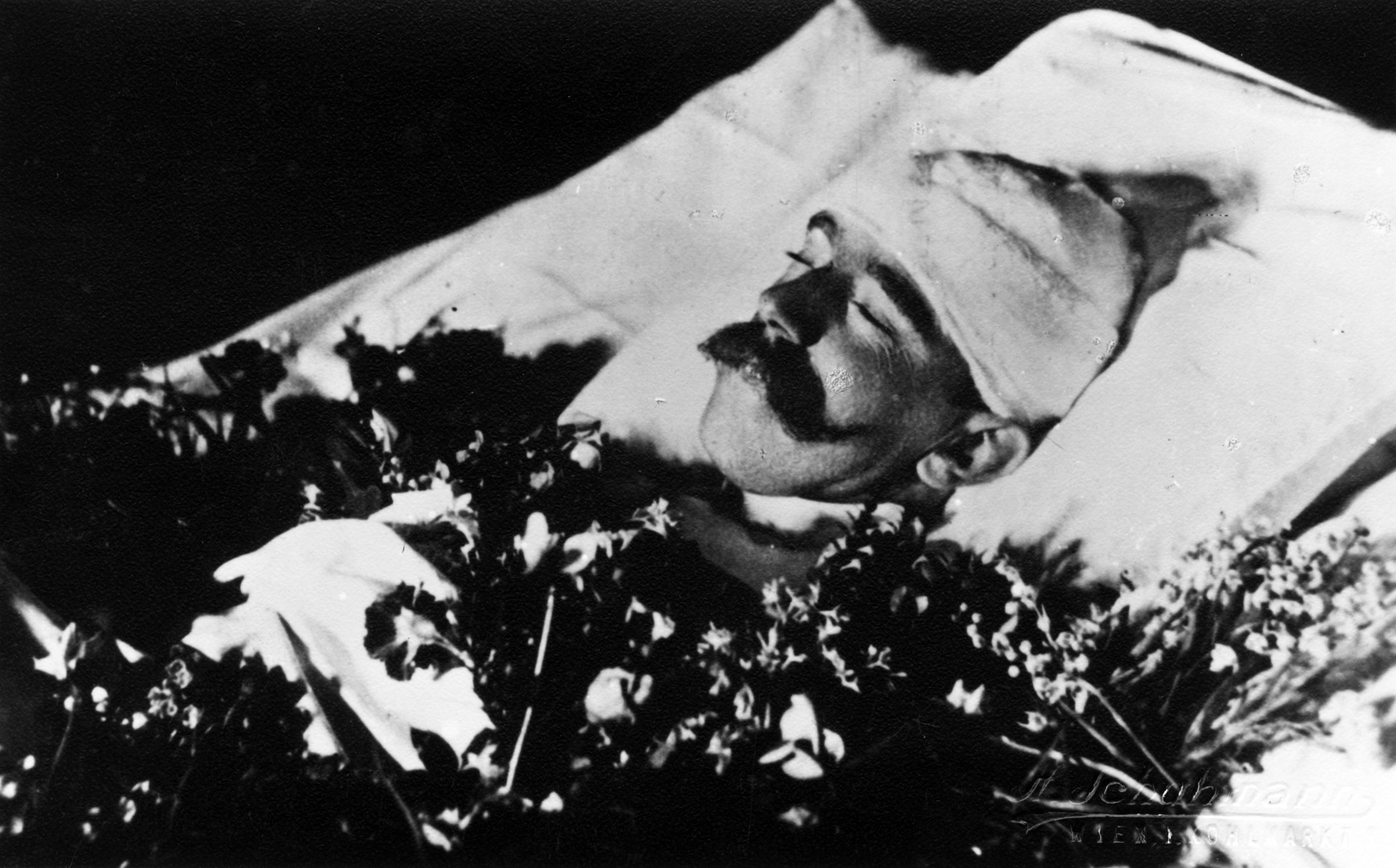
Arcyksiążę Rudolf po śmierci

Nieoficjalna, obiegowa wersja wydarzeń mówi, że Rudolf zastrzelił Vetserę na jej własną prośbę, nim sam popełnił samobójstwo. Nie wspomina ani słowem o poczynionych po latach odkryciach, co budzi oczywiste przypuszczenia – coś starano się ukryć. Nigdy jednak nie będzie możliwe dokładne ustalenie tego, co naprawdę wydarzyło się w Mayerling. Zgromadzone fakty pozwalają jedynie na snucie skrajnie różnych teorii.
Jedna z nich głosi, że nim doszło do tragedii, między arcyksięciem a jego kochanką doszło do kłótni, a w jej następstwie do szamotaniny. Rudolf zabił Marię, zaś następnie sam pozbawił się życia. Innymi słowy – raczej klasyczne morderstwo niż podwójne samobójstwo kochanków.
Druga teoria zakłada uczestnictwo osób trzecich, owych tajemniczych morderców, którzy pobili Vetserę na śmierć, a następcę tronu zastrzelili. Ta ostatnia teoria nosi znamiona podobieństwa do tej głoszonej przez cesarzową Zytę, która w latach 1914–1916, jako żona następcy tronu, była w bliskich stosunkach z ojcem Rudolfa, Franciszkiem Józefem. Od niego właśnie i od innych ważnych na dworze austro-węgierskim osobistości mogła zaczerpnąć informacji dotyczących jednego z najbardziej tajemniczych epizodów w europejskiej historii.
Należy jednak pamiętać, jak ciężkie dla cesarza musiało być ogłoszenie, że jego jedyny syn i następca popełnił samobójstwo w stanie „braku psychicznej równowagi”. Jeśli istniałyby jakiekolwiek dowody na to, że para została zamordowana, z pewnością podano by taką (znacznie wygodniejszą dla monarchii) wersję wydarzeń do publicznej wiadomości. O ileż lepiej wyglądałaby w oczach współczesnych postać arcyksięcia – niewinnej ofiary spisku, niż arcyksięcia „szalonego” mordercy i samobójcy, ale z drugiej strony zagraniczne źródła owego spisku mogłyby negatywnie wpłynąć na relacje zagraniczne Austrii.

### Skutki
Śmierć jedynego syna sprawiła, że małżeństwo Franciszka Józefa i Elżbiety zupełnie się rozpadło. Cesarzowa pogrążyła się w melancholii i wyrzutach sumienia, które nie opuściły jej aż do śmierci. Nowym następcą tronu austro-węgierskiego został arcyksiążę Karol Ludwik, brat cesarza, a po jego śmierci Franciszek Ferdynand. Zabójstwo tego ostatniego w 1914 roku stało się jedną z przyczyn wybuchu I wojny światowej.
Tragiczna śmierć Rudolfa odbiła się szerokim echem zarówno na dworze w Wiedniu, jak i np. w Galicji. Ze smutkiem żegnała następcę tronu zwłaszcza ta część mieszkańców różnych prowincji, która wiązała z Rudolfem olbrzymie polityczne nadzieje. Szczery żal wyrazili zatem Polacy, Węgrzy, Czesi i Słowacy.
Ostatecznie tron otrzymał syn Ottona Franciszka Austriackiego, bratanka Franciszka Józefa, Karol I Habsburg – ostatni cesarz austriacki. I choć starał się, nie był w stanie zakończyć wojny i uchronić monarchii Habsburgów przed jej ostatecznym upadkiem.

## Genealogia
| Prapradziadkowie                                              | cesarz rzymski Leopold II Habsburg (1747-1792) ∞ 1765 Maria Ludwika Burbon (1745–1792)              | król Hiszpanii Ferdynand I Burbon (1751-1816) ∞ 1768 Maria Karolina Habsburg (1752–1814)            | Fryderyk Michał Wittelsbach (1724-1767) ∞1746 Maria Franciszka Wittelsbach (1724-1794)                  | Fryderyk Michał Wittelsbach (1724-1767) ∞1746 Maria Franciszka Wittelsbach (1724-1794)                  | Karol Ludwik Badeński (1755–1801) ∞ 1774 Amalia Fryderyka Hessen-Darmstadt (1754-1832)                      | Karol Ludwik Badeński (1755–1801) ∞ 1774 Amalia Fryderyka Hessen-Darmstadt (1754-1832)                      | książę w Bawarii Wilhelm Wittelsbach (1752-1837) ∞1780 Anna Maria Wittelsbach (1753-1824)                   | Ludwik Maria Arenberg (1757-1795) ∞ Anna de Mailly-Nesle (1766-1789)                                        |
| Pradziadkowie                                                 | cesarz Austrii Franciszek II Habsburg (1768-1835) ∞ 1790 Maria Teresa Burbon-Sycylijska (1772-1807) | cesarz Austrii Franciszek II Habsburg (1768-1835) ∞ 1790 Maria Teresa Burbon-Sycylijska (1772-1807) | król Bawarii Maksymilian I Józef Wittelsbach (1756-1825) ∞ 1797 Karolina Fryderyka Badeńska (1776-1841) | król Bawarii Maksymilian I Józef Wittelsbach (1756-1825) ∞ 1797 Karolina Fryderyka Badeńska (1776-1841) | król Bawarii Maksymilian I Józef Wittelsbach (1756-1825) ∞ 1797 Karolina Fryderyka Badeńska (1776-1841)     | król Bawarii Maksymilian I Józef Wittelsbach (1756-1825) ∞ 1797 Karolina Fryderyka Badeńska (1776-1841)     | książę w Bawarii Pius Wittelsbach (1786-1837) ∞1807 Amalia Luiza Arenberg (1789-1823)                       | książę w Bawarii Pius Wittelsbach (1786-1837) ∞1807 Amalia Luiza Arenberg (1789-1823)                       |
| Dziadkowie                                                    | arcyksiążę Franciszek Karol Habsburg (1802-1878) ∞ 1824 arcyksiężna Zofia Wittelsbach (1805-1872)   | arcyksiążę Franciszek Karol Habsburg (1802-1878) ∞ 1824 arcyksiężna Zofia Wittelsbach (1805-1872)   | arcyksiążę Franciszek Karol Habsburg (1802-1878) ∞ 1824 arcyksiężna Zofia Wittelsbach (1805-1872)       | arcyksiążę Franciszek Karol Habsburg (1802-1878) ∞ 1824 arcyksiężna Zofia Wittelsbach (1805-1872)       | Ludwika Wilhelmina Wittelsbach (1808-1892) ∞1828 książę w Bawarii Maksymilian Józef Wittelsbach (1808-1888) | Ludwika Wilhelmina Wittelsbach (1808-1892) ∞1828 książę w Bawarii Maksymilian Józef Wittelsbach (1808-1888) | Ludwika Wilhelmina Wittelsbach (1808-1892) ∞1828 książę w Bawarii Maksymilian Józef Wittelsbach (1808-1888) | Ludwika Wilhelmina Wittelsbach (1808-1892) ∞1828 książę w Bawarii Maksymilian Józef Wittelsbach (1808-1888) |
| Rodzice                                                       | cesarz Austrii Franciszek Józef I (1830-1916) ∞1854 Elżbieta Wittelsbach (1837-1898)                | cesarz Austrii Franciszek Józef I (1830-1916) ∞1854 Elżbieta Wittelsbach (1837-1898)                | cesarz Austrii Franciszek Józef I (1830-1916) ∞1854 Elżbieta Wittelsbach (1837-1898)                    | cesarz Austrii Franciszek Józef I (1830-1916) ∞1854 Elżbieta Wittelsbach (1837-1898)                    | cesarz Austrii Franciszek Józef I (1830-1916) ∞1854 Elżbieta Wittelsbach (1837-1898)                        | cesarz Austrii Franciszek Józef I (1830-1916) ∞1854 Elżbieta Wittelsbach (1837-1898)                        | cesarz Austrii Franciszek Józef I (1830-1916) ∞1854 Elżbieta Wittelsbach (1837-1898)                        | cesarz Austrii Franciszek Józef I (1830-1916) ∞1854 Elżbieta Wittelsbach (1837-1898)                        |
| Rudolf Habsburg-Lotaryński (1858–1889), arcyksiążę austriacki | | | | | | | | |

## Upamiętnienie
Na jego cześć nazwano wyspę arktyczną.

## Odznaczenia
Odznaczenia arcyksięcia Rudolfa to między innymi:
- Order Złotego Runa
- Krzyż Wielki Orderu Świętego Stefana
- Krzyż Wielki Orderu Świętego Józefa (Toskania)
- Baliw Wielkiego Krzyża Honoru i Dewocji (Zakon Maltański)
- Order Świętego Andrzeja (Imperium Rosyjskie)
- Order Świętego Aleksandra Newskiego (Imperium Rosyjskie)
- Cesarski i Królewski Order Orła Białego (Imperium Rosyjskie)
- Order Świętej Anny I klasy (Imperium Rosyjskie)
- Order Świętego Stanisława I klasy (Imperium Rosyjskie)
- Order Orła Czarnego (Prus)
- Krzyż Wielki Orderu Orła Meksykańskiego (Meksyk)
- Krzyż Wielki Orderu Legii Honorowej (Francja)
- Krzyż Wielki Orderu Krzyża Południa (Brazylia)
- Najwyższy Order Zwiastowania Najświętszej Marii Panny (Włochy)
- Krzyż Wielki Orderu Świętego Huberta w brylantach (Bawaria)
- Order Korony Rucianej (Saksonia)
- Krzyż Wielki Orderu Ernestyńskiego (Saksonia)
- Order Słonia (Dania)
- Krzyż Wielki Orderu Karola III (Hiszpania)
- Krzyż Wielki Orderu Korony Wirtemberskiej (Wirtembergia)
- Krzyż Wielki Orderu Lwa Niderlandzkiego (Niderlandy)
- Wielka Wstęga Orderu Leopolda (Belgia)
- Krzyż Wielki Orderu Chrystusa (Portugalia)
- Krzyż Wielki Orderu Avis (Portugalia)
- Order Królewski Serafinów (Szwecja)
- Krzyż Wielki Orderu Zbawiciela (Grecja)
- Krzyż Wielki Orderu Gwiazdy Rumunii (Rumunia)
- Krzyż Wielki Orderu Orła Białego (Serbia)
- Krzyż Wielki Orderu Takowy (Serbia)
- Order Wierności (Badenia)
- Krzyż Wielki Orderu Sokoła Białego (Saksonia-Weimar)
- Krzyż Wielki Orderu Ludwika (Hesja)
- Krzyż Wielki Orderu Korony Wendyjskiej (Meklemburgia)
- Krzyż Wielki Orderu Daniły I (Czarnogóra)
- Order Chryzantemy (Japonia)
- Wielka Wstęga Orderu Słonia Białego (Syjam)
- Wielka Wstęga Orderu Sławy (Tunezja)
- Krzyż Wielki Orderu San Marino (San Marino)